# Jornada de treball

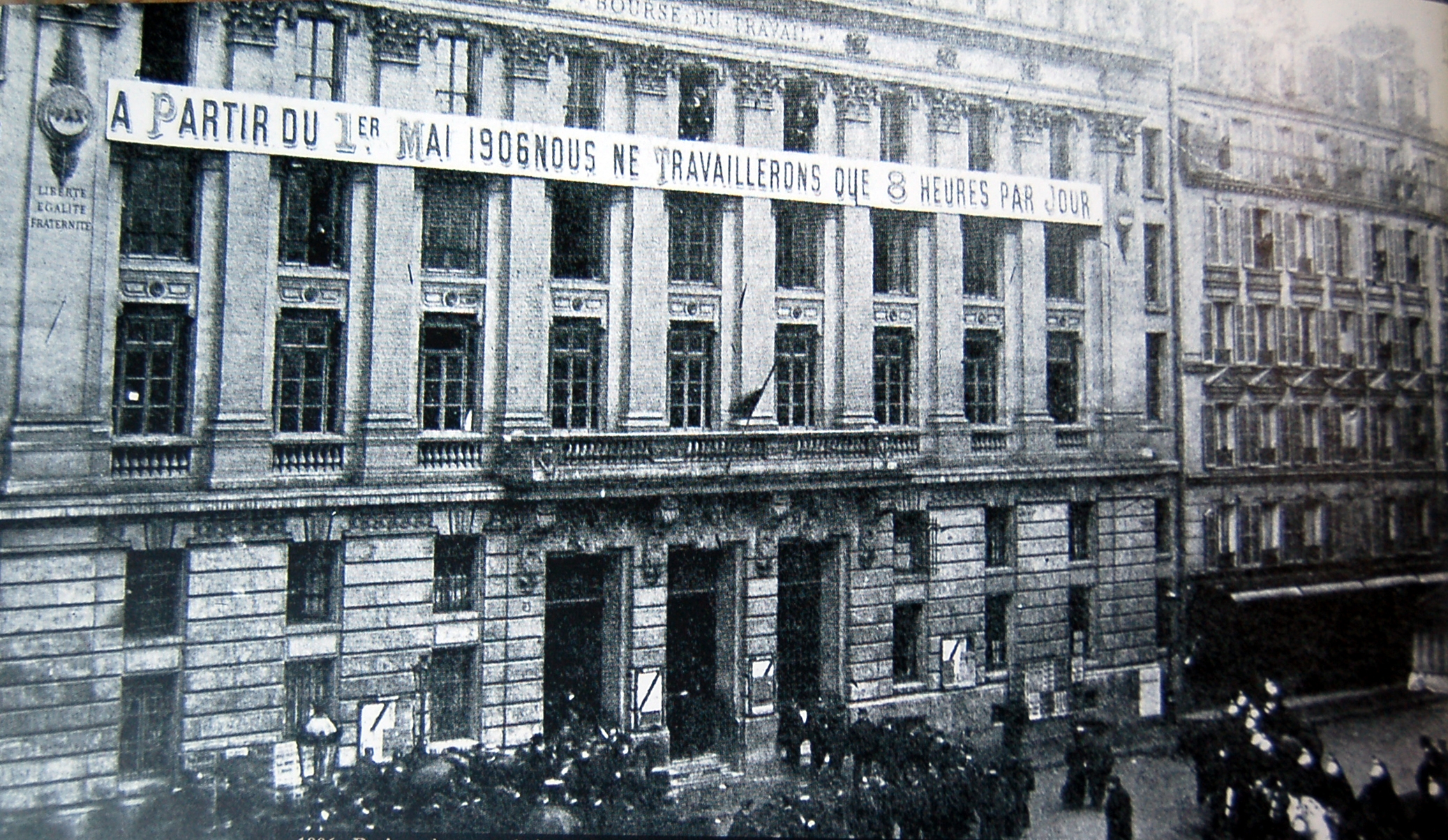
Vaga per les 8 hores de treball al dia, París, França, 1906

La jornada de treball o jornada laboral és el nombre d'hores que dedica un treballador a l'activitat per a la qual ha estat contractat, computades diàriament, setmanalment o anualment. Es comptabilitza pel nombre d'hores en les quals l'empleat desenvolupa la seva activitat laboral. El nombre d'hores de la jornada és fixat al conveni col·lectiu aplicable al sector productiu en qüestió o, en tot cas, al contracte de treball; i en qualsevol cas, la legislació laboral en fixa un màxim que no es pot sobrepassar. Les hores de la jornada es compten per dia o jornada laboral, si bé, també es poden establir per còmputs superiors: per setmana laboral, mes laboral o any laboral. En tot cas, sigui el conveni col·lectiu o el contracte de treball, ha de quedar determinat de forma clara la quantitat d'hores de la jornada de treball i el repartiment (horari de treball) que el treballador haurà de realitzar.

## Regulació internacional
En la Conferència Internacional del Treball a Washington de gener a abril de 1919 es va establir el conveni pel qual es limiten les hores de treball en les indústries a vuit hores diàries o quaranta-vuit setmanals qüestió que va constituir el primer punt de l'ordre del dia de la reunió de la Conferència celebrada a Washington, i que després d'haver-se decidit que aquestes proposicions revestissin la forma d'un conveni internacional, es decidí la constitució de l'acord com a Conveni, que podrà ser citat com el Conveni sobre les hores de treball -indústria- de 1919, i que va ser sotmès a la ratificació dels Membres de l'Organització Internacional del Treball d'acord amb les disposicions de la Constitució de l'OIT.

### Unió Europea
La directiva europea de 2003 d'organització del temps de treball (Working Time Directive - 32003L0088 - 4/11/2002) indica que els treballadors de la Unió Europea no poden ser obligats a treballar durant més de 48 hores per setmana, havent de tenir almenys 11 hores de descans consecutiu cada 24 hores, si l'horari de treball supera les 6 hores el treballador tindrà dret a un descans computat com a temps de treball. Setmanalment tindrà almenys 24 hores (1 dia) de descans ininterromput. Tindran un descans anual de 4 setmanes. La jornada diària de treball no excedirà les 8 hores. Així ho indica la Directiva de Temps de Treball.
L'any 2005 la setmana laboral mitjana a Europa dels treballadors a temps complet era de 40 hores (8 hores de dilluns a divendres), per sobre de 40 hores estan Letònia (que encapçala la llista amb 42,6 hores), Estònia, República Txeca, Espanya (41 hores), Alemanya i Àustria. França apareix en la posició inferior en hores treballades setmanals amb 37,6 hores setmanals, segons Eurostat.

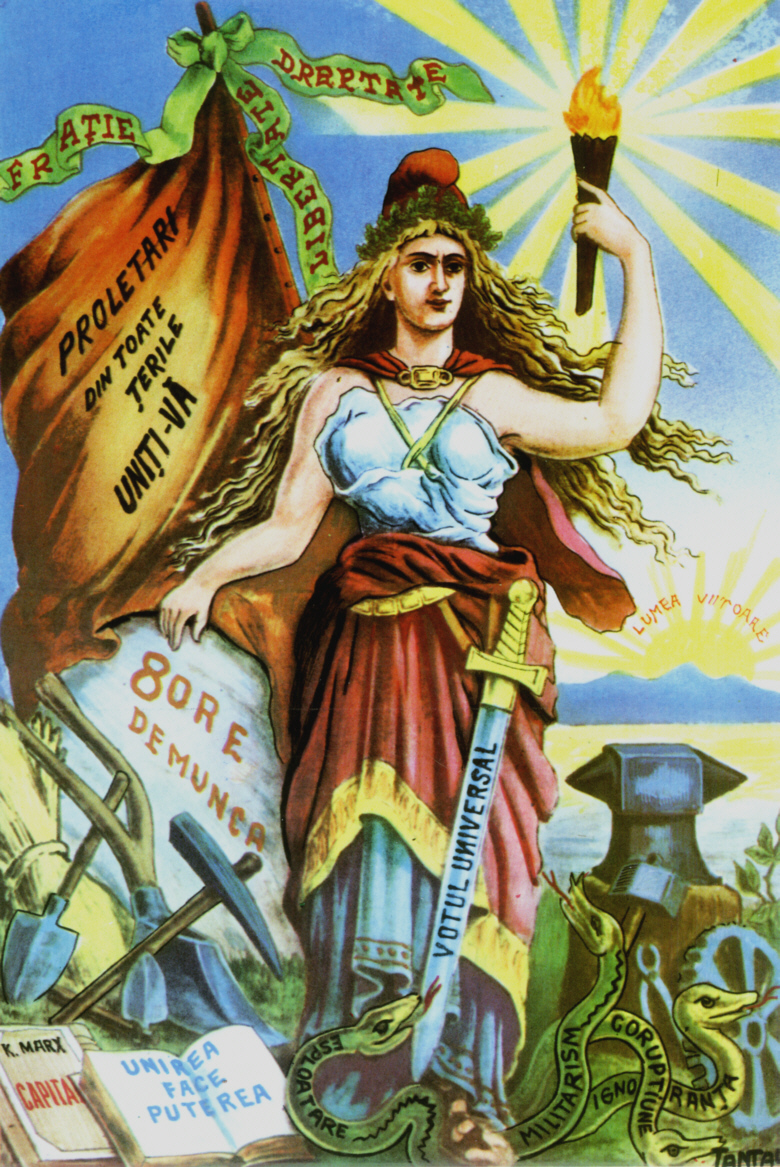
Il·lustració de la revista romanesa Lumea Noua on apareix, entre altres missatges, la reclamació de les 8 hores de treball al dia, 1895

## Evolució de la jornada de treball i la setmana laboral

### Jornades de 14 hores 7 dies a la setmana
La quantitat d'hores de treball ha de comptabilitzar-se tant en la jornada diària com la setmanal i anual. Així, la setmana laboral tradicional i anterior a la revolució industrial era bàsicament de 6 dies, amb 1 de descans (divendres, dissabte o diumenge depenent de les diferents cultures i religions). Durant la revolució industrial a Gran Bretanya i altres països la setmana laboral aconsegueix els 7 dies sense cap descans amb jornades de 14 hores. Així ocorre encara en nombrosos llocs del món on el treball a preu fet i la falta de drets fa que no existeixi pausa diària de treball. El primer pas per a la reducció de la setmana de 6 dies va ser, als països occidentals, la implantació del cap de setmana anglès que unia la tarda del dissabte al diumenge (1 dia i mig de descans).
L'extensió d'una societat de consum que requereix temps per a les compres i la despesa en oci ha generalitzat en bona part i a tot el món la setmana laboral de 5 dies; de dilluns a divendres als països de tradició cristiana i jueva (cap de setmana el dissabte i diumenge); de diumenge a dijous en la majoria de països musulmans (cap de setmana el divendres i dissabte).
El moviment cartista, iniciat cap a 1838 va presentar el 2 de maig de 1842 al parlament anglès un conjunt de propostes entre les quals es destacava la reducció i limitació de la jornada laboral. El 8 de juny de 1847, a Anglaterra, una llei del govern de Lord John Russell va concedir a dones i nens la jornada de deu hores. Tots els obrers francesos van conquistar la jornada de 12 hores després de la revolució de febrer de 1848.

### Les 8 hores diàries i les 40 hores setmanals
La reivindicació tradicional de 8 hores de treball, 8 hores de descans i 8 hores de son es va aconseguir en nombrosos països en la dècada de 1970 a 1980. Es va passar de setmanes laborals de més de 60 hores setmanals a setmanes de 48 hores setmanals (6 dies amb jornada de 8 hores) i a 40 hores setmanals (5 dies amb jornades de 8 hores). Des de la dècada de 1980, malgrat l'augment de la productivitat i l'increment de la desocupació la jornada laboral s'ha mantingut o ha crescut si es consideren les unitats familiars on s'ha passat d'1 treballador a 2 treballadors (habitualment els dos membres de la parella o matrimoni).

### Les propostes pendents: 30 hores i les 35 hores setmanals
Els intents fracassats d'implantació, en la dècada de 1970, de la setmanal laboral de 30 hores per les feministes sueques i, en els dècades de 1980 i 1990, de la setmana laboral de 35 hores a França reflecteixen l'estancament de la reducció del temps de treball i fins i tot, en la primera dècada del segle xxi, l'increment del temps de treball. Des de posicions neoliberals es demanda l'augment del temps de treball com a condició per a la prosperitat -encara quan no resolgui el problema de la desocupació-; des de posicions sindicals es demanda una reducció de la jornada de treball, el seu repartiment i la consideració del temps treballat total pel conjunt de la societat o comunitat.
Dins d'aquest debat, s'han anat produint diferents iniciatives aïllades, com és ara l'aprovació per part de la plantilla de l'empresa Desigual d'una prova pilot de setmana laboral de 4 dies, de moment per la plantilla de les oficines centrals de Barcelona, que va comptar amb una participació del 98% de més de 500 persones, passant de les 39,5 hores setmanals a les 34,5 amb una reducció salarial del 6,5%. Tanmateix, sindicats com UGT hi van posar pegues i no van descartar la impugnació.

## Classificació de les jornades de treball
La jornada de treball pot ser, bàsicament:

### Jornada a temps complet
En la jornada a temps complet (nomenada també jornada completa o jornada ordinària) és la jornada pactada al conveni col·lectiu per al conjunt de treballadors d'una empresa o d'un sector. La distribució i organització del treball es distribueix al llarg del dia i/o les jornades de la setmana, podent-se fer de les següents formes (sempre preestablertes obligatòriament de manera clara en el contracte de treball i respectant el que s'estableix en els convenis col·lectius i les lleis laborals):
- Jornada contínua: quan s'inicia i finalitza la jornada amb una sola interrupció de trenta minuts per descansar o prendre algun aliment.
- Jornada partida: quan a la meitat de la jornada hi ha una interrupció del treball d'almenys una hora de durada.
- Treball a torns: quan s'estableixen torns de treball rotatoris entre els treballadors que formen equips van alternant demà, tarda o nit on l'activitat no pot paralitzar-se, per raons productives o de servei.
- Jornada reduïda: hi ha treballs en els quals la jornada és més reduïda a causa d'una regulació especial a conseqüència de les particulars circumstàncies físiques en què s'executa el treball, concretament són:
  - Treballs amb riscos per a la salut dels treballadors.
  - Treballs en cambres frigorífiques i de congelació.
  - Treballs a l'interior de les mines.
  - Treballs de construcció i obres públiques.
  - Altres reduccions de jornada: guarda legal de fills o lactància.
- Treball nocturn. quan la jornada està compresa entre les deu de la nit i les sis del matí següent.
- Treball en festius. quan el treball es realitza en festius
- Hores extraordinàries: són les hores de treball efectiu que es realitzen sobrepassant la durada màxima de la jornada de treball establerta per la llei o el conveni col·lectiu o, si no n'hi ha, pel contracte de treball. El nombre d'hores extraordinàries no pot ser superior a vuitanta a l'any, excepte les realitzades per causa de força major.

### Jornada a temps parcial
La jornada a temps parcial és aquella pactada prèviament amb una durada d'hores inferiors a la jornada completa ordinària de l'empresa. És important de remarcar l'obligació de constar de manera explícita al contracte de treball, el qual al seu temps ha de respectar allò que estigui establert en la matèria a la llei i al conveni col·lectiu corresponent. Les hores que el treballador faci superant el temps parcial pactat, seran considerades com a hores extraordinàries i pagades com a tals; moltes legislacions i convenis col·lectius són especialment restrictius amb la quantitat d'hores extraordinàries que pugui realitzar un treballador a temps parcial i en fixen el nombre màxim; a més, la suma de la jornada parcial i les hores extres mai poden superar la durada d'hores d'una jornada ordinària, i en tot cas són sempre de lliure acceptació o no per part del treballador. A més, també un eventual canvi d'un contrate a treball a temps parcial per passar a un treball a jornada completa ha de ser sempre acceptat voluntàriament pel treballador.
Les lleis laborals acostumen a preveure, de manera excepcional i sotmesos a condicions particulars, altres tipus de contractes amb jornades diverses com els contractes fix discontinus (per a feines intermitents o cícliques) o els contractes d'interinatge o de substitució.

### Descansos
El període de descans és aquell en el qual el treballador es troba lliure de l'activitat laboral i no està tampoc a la disposició de l'empresari. Els períodes mínims de descans establerts, tret que en conveni col·lectiu s'estableixin períodes superiors, són:
Descans setmanal El treballador té dret a un descans mínim setmanal de dia i mig ininterromput. Com a regla general, sol ser la tarda del dissabte, o el matí del dilluns, i el dia complet del diumenge. Per als menors de 18 divuit anys és de dos dies, com a mínim.
Entre jornada i jornada ha d'haver-hi un període de descans mínim de dotze hores.
En la jornada continuada ha d'existir un descans d'almenys quinze minuts.

## Legislació

### Regulació de la jornada de treball a Espanya
En 2007 a Espanya la jornada de treball està regulada per l'art.34 de l'Estatut dels Treballadors i pel que disposin els Convenis Col·lectius que els afectin. D'aquest article cal destacar els següents apartats:
- La durada màxima de la jornada ordinària de treball serà de quaranta hores (40) setmanals de treball efectiu de mitjana en còmput anual.
- Mitjançant conveni col·lectiu, o, en defecte d'això, per acord entre l'empresa i els representants dels treballadors, es podrà establir la distribució irregular de la jornada al llarg de l'any. Aquesta distribució haurà de respectar en tot cas els períodes mínims de descans diari i setmanal prevists en aquesta Llei.
- Entre el final d'una jornada i el començament de la següent intervindran, com a mínim, dotze hores.
- Els treballadors menors de divuit anys no podran realitzar més de vuit hores diàries de treball efectiu, incloent, si escau, el temps dedicat a la formació i, si treballessin per a diversos ocupadors, les hores realitzades amb cadascun d'ells.
- El treballador tindrà dret a adaptar la durada i distribució de la jornada de treball per fer efectiu el seu dret a la conciliació de la vida personal, familiar i laboral en els termes que s'estableixin en la negociació col·lectiva o en l'acord al fet que arribi amb l'empresari respectant, si escau, el previst en la negociació col·lectiva.

De totes maneres, apart de la jornada ordinària, a l'art.12 de l'Estatut dels Treballadors s'estableix la possibilitat de realitzar contractes a temps parcial.

### Regulació de la jornada de treball a Andorra
A Andorra, la jornada de treball està regulada pels articles 51 a 61 de la seva Llei de relacions laborals, que estableixen que:
- La jornada semanal és de 40 hores, excepte si a l'empresa o al sector hi ha un conveni col·lectiu o un acord més favorable per al treballador.
- L'empresa pot modificar l'horari de treball amb un preavís mínim de 7 dies naturals.
- Si ho preveu un conveni o acord col·lectiu, o en cas d'estacionalitat acreditada en l'activitat de l'empresa, és possible l'aplicació de la jornada en còmput trimestral, semestral o anyal. En aquests casos, la mitjana ha de correspondre a la jornada legal ordinària; la durada diària no pot excedir de 10 hores, i la setmanal de 48; i s'ha de mantenir el descans mínim de 12 hores entre jornades i d'una jornada complerta a la setmana. A més, el treballador ha de cobrar mensualment el salari base equivalent a la jornada legal ordinària. I en el càlcul final de les hores treballades durant el període d'estacionalitat, si el ròssec és negatiu l'empresa no pot en cap manera reclamar o restar les hores no realitzades; i si el ròssec és positiu, les ha de pagar com a hores extraordinàries.
- Per inclemències puntuals del temps, en activitats que no es puguin realitzar per aquesta raó, l'empresa pot suspendre momentàniament el contracte i durant les setmanes següents podrà fer recuperar les hores deixades de realitzar a raó, com a màxim, de dues hores diàries. No es pot considerar inclemència puntual les circumstàncies estacionals.
- No poden realitzar hores extraordinàries ni els menors de 18 anys, ni les dones embarassades ni les que es trobin en període d'atenció d'un fill menor de 9 mesos.
- Les hores extraordinàries s'han de remunerar, a falta de conveni que ho millori, amn un increment mínim del 40%. I en tot cas són hores que el treballador accepta o refusa voluntàriament.
- El descans diari és d'un mínim de 12 hores entre jornades. I el descans setmanal, d'una jornada complerta com a mínim.

Fora de les previsions anteriors sobre la jornada ordinària de treball, l'art.16 de la mateixa llei preveu la possibilitat i les condicions per a la realització, eventualment, de contractes de durada a temps parcial; l'art.18 regula els contractes d'interinitat o substitució temporal; i l'art.19 els contractes per a treballs de curta durada.

### Regulació de la jornada de treball a França
A França, la jornada de treball (le temps de travail) està regulada pel seu Codi del Treball, articles L3121-1 i següents, els quals estableixen com a normes principals:
- La jornada legal és de 35 hores setmanals, a partir de les quals les hores que sobrepassin són considerades com a hores extraordinàries. Els menors de 18 anys, però, no poden en cap cas sobrepassar les 35 hores.
- La jornada màxima (comptant les hores extres) és de 48 hores, sempre que en un període de 12 setmanes la mitjana setmanal no passi de les 44 hores.
- El límit màxim d'hores extres és de 220 l'any, llevat que els convenis o acords col·lectius fixin un límit inferior. Les hores extraordinàries són pagades amb un increment del 25% les primeres 8 hores, i amb un 50% més les següents.
- El descans diari mínim és de 11 hores consecutives, i el descans setmanal de 24 hores consecutives (afegides a les 11 del descans diari). El descans setmanal total de 35 hores ha de comprendre el diumenge, excepte en casos que han de ser justificats per l'empresa degut a la seva activitat.

Apart de la jornada ordinària de treball aquí exposada, el Codi de Treball francès preveu i regula la possibilitat d'establir contractes de treball a temps parcial (sempre amb jornades inferiors a la ordinària) als seus articles L3123-1 a L3123-32. I els articles següents, del L3123-33 al L3123-38, regulen els contractes de treball intermitent.